# Ашкун
Ашку́н (ашкуну) е един от нуристанските езици в Афганистан. Този език е майчин за племената ашкуну, сану и грамсана, които живеят на северозапад от град Асадабад в провинция Конар. Общият брой на говорещите е едва 1200 души.